# Août 1917

## Événements
- Montagu, secrétaire d’État à l’Inde, annonce la mise en place d’institutions autonomes dans le cadre de l’Empire britannique.
- Négociation Armand-Revertera, sur l’initiative de la France, en Suisse, avec l’Autriche (fin en février 1918).
- Royaume-Uni : le travailliste Henderson, convertit à l’idée d’une paix de compromis avec l’Allemagne, quitte le gouvernement.
- Mise en place au Maroc sous autorité française d'un service postal aérien reliant les principales villes.
- 1er août : appel du pape Benoît XV à une « paix blanche ».
- 13 août : grève générale réprimée par le régime en Espagne. Émeutes collectivistes en Andalousie, grèves insurrectionnelles, terrorisme en Catalogne, réprimé dans le sang par le gouverneur Martínez Amido.
- 14 août : la Chine déclare la guerre à l'Allemagne et à l'Autriche-Hongrie.
- 16 août : succès de l’offensive franco-britannique dans les Flandres au nord d’Ypres.
- 18 août : première liaison radio entre un avion et une station au sol en Virginie.
- 18 - 22 août : le traité de Saint-Jean-de-Maurienne (France, Royaume-Uni, Italie) sur le démembrement de l’Empire ottoman promet aux Italiens les provinces d’Antalya, Aydın, Konya et Izmir en Turquie.
- 19 août : succès de l’offensive italienne des troupes du général Capello et du duc d’Aoste sur le plateau de Bainsizza. Les combats font 200 000 morts en deux mois durant l’été. Les mutineries et les désertions se multiplient tandis que l’arrière pays se révolte.
- 23 août : 
  - Émeute de Houston de 1917 faisant 20 tués;
  - dernier grand raid aérien allemand de jour sur le Royaume-Uni. Les Allemands perdent cinq des onze dirigeables engagés.
- 26 août : Russie : assignés à résidence depuis le mois de mars, l'ancien tsar Nicolas II et sa famille sont transférés à Tobolsk en Sibérie.
- 29 août, Canada : loi des élections en temps de guerre : les citoyens nés dans un pays ennemi et naturalisés après le 31 mars 1902 perdent leur droit de vote. Sont soustraits à cette mesure les citoyens naturalisés dont un fils, un petit-fils ou un frère sert sous les drapeaux.

## Naissances
- 6 août : Robert Mitchum, acteur américain († 1er juillet 1997).
- 22 août : John Lee Hooker, chanteur de blues américain († 21 juin 2001).
- 28 août : Jack Kirby, auteur américain de comics, créateurs de dizaines de super-héros († 6 février 1994).

## Décès
- 6 août : Richard McBride, premier ministre de la Colombie-Britannique.
- 29 août : Albert Grey (4e comte Grey), gouverneur général.